# Común Grande de las Pegueras

Localización de Cuéllar en el mapa de la provincia de Segovia, incluyendo el Común Grande de las Pegueras, en rojo oscuro.

El monte Común Grande de las Pegueras es un monte de utilidad pública ubicado en la provincia de Segovia (Castilla y León). Pertenece a la Comunidad de Villa y Tierra de Cuéllar y aunque se extiende por los municipios de Pinarejos, Gomezserracín, Hontalbilla y Lastras de Cuéllar, su titularidad jurisdiccional corresponde al término municipal de la villa de Cuéllar.
Figura en el catálogo de montes de utilidad pública de la Junta de Castilla y León con el número 48. Tiene una superficie de 7446,45 hectáreas y es el monte más extenso de la comunidad.
Dentro del monte destacan el molino del Ladrón, que atraviesa el río Cega hasta una pequeña presa; la casa forestal de Fuentemacanda, sobre la que se proyecta un alojamiento turístico, o el despoblado de La Serreta, en el que se conserva el palacio del mismo nombre, un antiguo pabellón de caza construido en el siglo XV por Beltrán de la Cueva, valido de Enrique IV de Castilla y I duque de Alburquerque, así como la ermita de San Antón, ambos edificios integrados en lo que se denomina Bosque de La Serreta, una finca de caza considerada como una de las más antiguas de España, que es frecuentada por el rey Juan Carlos I de España.